# La Piste de Xapatan
La Piste de Xapatan est un jeu télévisé diffusé sur Antenne 2 du 21 février 1992 au 3 juillet 1992, créé par Jacques Antoine et présenté par Sophie Davant et Grégory Frank (dans le rôle du professeur Grégory).

« Non loin de Ciudad Valles, une jeune fille pouvait, une fois dans sa vie, gravir la montagne sacrée pour rapporter l'une des 20 statuettes représentant le Dieu qui deviendrait son protecteur. Chacune d'elles portait au front une pierre précieuse. Mais un jour, une jeune fille avide a voulu emporter toutes les statuettes. Les Dieux furieux fermèrent alors derrière elle l'accès aux grottes en jalonnant leur parcours d'obstacles infranchissables. »

## Principe
Jeu d'aventures enregistré au Mexique : sept candidats et une candidate arrivent en train dans une gare mexicaine située en pleine nature. Le professeur Gregory leur remet à chacun un document avec des graphismes anciens qui forment une charade.
Différentes épreuves sportives permettent de sélectionner un seul candidat et d'éliminer tous les autres.
La charade énigmatique devra être résolue dans le dernier quart d'heure de l'émission et permettra de choisir avec précision une statue ancienne parmi une vingtaine.
Si le candidat restant et la candidate rapportent la statue (en bon état) attendue par le professeur avant la fin de l'émission (départ du train), celui-ci leur remet un gain de 100 000 F (environ 15 000 €).

## Déroulement
Les sept candidats parcourent dans un véhicule 4x4 conduit par l'animatrice Sophie Davant une piste du Mexique parsemée d'embûches.
Ils rencontrent à plusieurs reprises des personnages qui tentent de les empêcher de continuer leur route en leur bloquant le chemin, comme le Cavalier Noir ou les Amazones. Ces dernières tentent d'attraper le carquois que les candidats portent dans leur dos. Les candidats doivent alors, au risque d'être éliminés définitivement du jeu, affronter les personnages lors d'épreuves sportives.
L'animatrice Sophie Davant leur donne de temps à autre des indices qui aideront le dernier candidat lors du choix de la statue.
Pendant tout ce temps, une candidate cherche une vingtaine de statues cachées quelque part dans une grotte obscure. Le candidat devra en choisir une seule, puis les deux aventuriers tenteront de rejoindre la gare avant le départ du train, et remettront la statue au professeur Gregory. Si la statue est la bonne et est en bon état, la récompense est de 100 000 francs. Si la statue est cassée, sa valeur n'est plus que de 70 000 francs. Et dans le cas où la statue présentée n'est pas la bonne, le professeur achète la pierre attachée comme compensation pour 20 000 francs (3 000 €). Si les candidats arrivent après le départ du train, leur statue est achetée par un autochtone pour 10 000 francs.
Cette émission a été traduite et rediffusée sur la chaîne allemande sportive DSF en 2002.
Le 15 mai 1992, le jeu accueillait une équipe d'animateurs d'Antenne 2 parmi lesquels : 
- Daniela Lumbroso
- Georges Beller
- Henri Sannier
- Éric Galliano
- William Leymergie
- Patrice Laffont
- Lionel Cassan
- Gérard Holtz

Le thème musical principal a été composé par Paul Koulak, qui a également écrit celui de Fort Boyard.